# 지구에서 2천만 마일
지구에서 2천만 마일(20 Million Miles To Earth)은 미국에서 제작된 나단 주런 감독의 1957년 SF 영화이다. 윌리엄 호퍼 등이 주연으로 출연하였고 찰스 H. 슈니어 등이 제작에 참여하였다.

## 출연

### 주연
- 윌리엄 호퍼
- 조안 테일러

### 조연
- 프랭크 푸글리아
- 존 자렘바
- 토머스 브라운 헨리
- 티토 부오로
- 잔 알번
- 아서 스페이스
- 바트 브레이버먼

## 제작진
- 특수효과: 레이 해리하우젠

## 같이 보기
- 고지라
- 괴수
- 램페이지 (비디오 게임)